# Darmasaba
Darmasaba is een bestuurslaag in het regentschap Badung van de provincie Bali, Indonesië. Darmasaba telt 10.059 inwoners (volkstelling 2010).